# Begonia holtonis
Espèce
Synonymes
- Begonia holtonis var. macrophylla L.B.Sm. & B.G.Schub.[1]
- Begonia holtonis L.B. Sm. & Schub.[2]
- Begonia schimpffii Irmsch.[2] [1]
- Begonia umbrata A. DC.[2]
- Begonia umbrata A.DC.[1]

Begonia holtonis est une espèce de plantes de la famille des Begoniaceae.
L'espèce fait partie de la section Ruizopavonia.
Elle a été décrite en 1859 par Alphonse Pyrame de Candolle (1806-1893).

## Répartition géographique
Cette espèce est originaire des pays suivants : Colombie ; Équateur.

## Liste des variétés
Selon Tropicos (6 février 2017) (Attention liste brute contenant possiblement des synonymes) :
- variété Begonia holtonis var. holtonis
- variété Begonia holtonis var. macrophylla L.B. Sm. & B.G. Schub.